# Blepephaeus luteofasciatus
Blepephaeus luteofasciatus är en skalbaggsart som först beskrevs av J. Linsley Gressitt 1941.  Blepephaeus luteofasciatus ingår i släktet Blepephaeus och familjen långhorningar. Inga underarter finns listade.